# Camacho (gemeente)
Camacho is een gemeente in de Braziliaanse deelstaat Minas Gerais. De gemeente telt 3.229 inwoners (schatting 2009).

## Aangrenzende gemeenten
De gemeente grenst aan Candeias, Formiga, Itapecerica en São Francisco de Paula.